# Xestia vidua
Xestia vidua är en fjärilsart som beskrevs av Otto Staudinger 1892. Xestia vidua ingår i släktet Xestia och familjen nattflyn. Inga underarter finns listade i Catalogue of Life.